# Scytodes championi
Espèce
Scytodes championi est une espèce d'araignées aranéomorphes de la famille des Scytodidae.

## Distribution
Cette espèce se rencontre du Mexique au Brésil.

## Description
Le mâle mesure 4 mm et la femelle 5,25 mm.

## Étymologie
Cette espèce est nommée en l'honneur de George Charles Champion.

## Publication originale
- F. O. Pickard-Cambridge, 1899 : Arachnida - Araneida and Opiliones. Biologia Centrali-Americana, Zoology. London, vol. 2, p. 41-88 (texte intégral).